# Rivian
Rivian — американський виробник автомобілів та автомобільних технологій. 
Заснована 2009 року, компанія розробляє транспортні засоби, продукцію та послуги, пов'язані із транспортом. Компанія має центри в Плімуті (Мічиган), Нормал (Іллінойс), Сан-Хосе й Ірвайн (Каліфорнія) та Сполученому Королівстві. 
2017 року Рівіан оголосив, що будує електричний SUV R1S і пікап R1T на модульній платформі, що може бути модифікована для майбутніх транспортних засобів або адаптована для інших компаній, причому обидва транспортні засоби напівавтономні та призначені для руху по дорогах для автомобілів та бездоріжжя.
Компанія Amazon офіційно почала використовувати перші електричні фургони Rivian для доставки товарів покупцям у Лос-Анджелесі.
Позашляховик і пікап отримали версії з акумуляторними батареями на 105 kWh, 135 kWh та 180 kWh. Запас ходу R1T оцінюють у 370 км у разі найменшої батареї, 505 км у разі середньої та 644 км - з найбільшою. Також можна вмонтувати додаткові батареї.

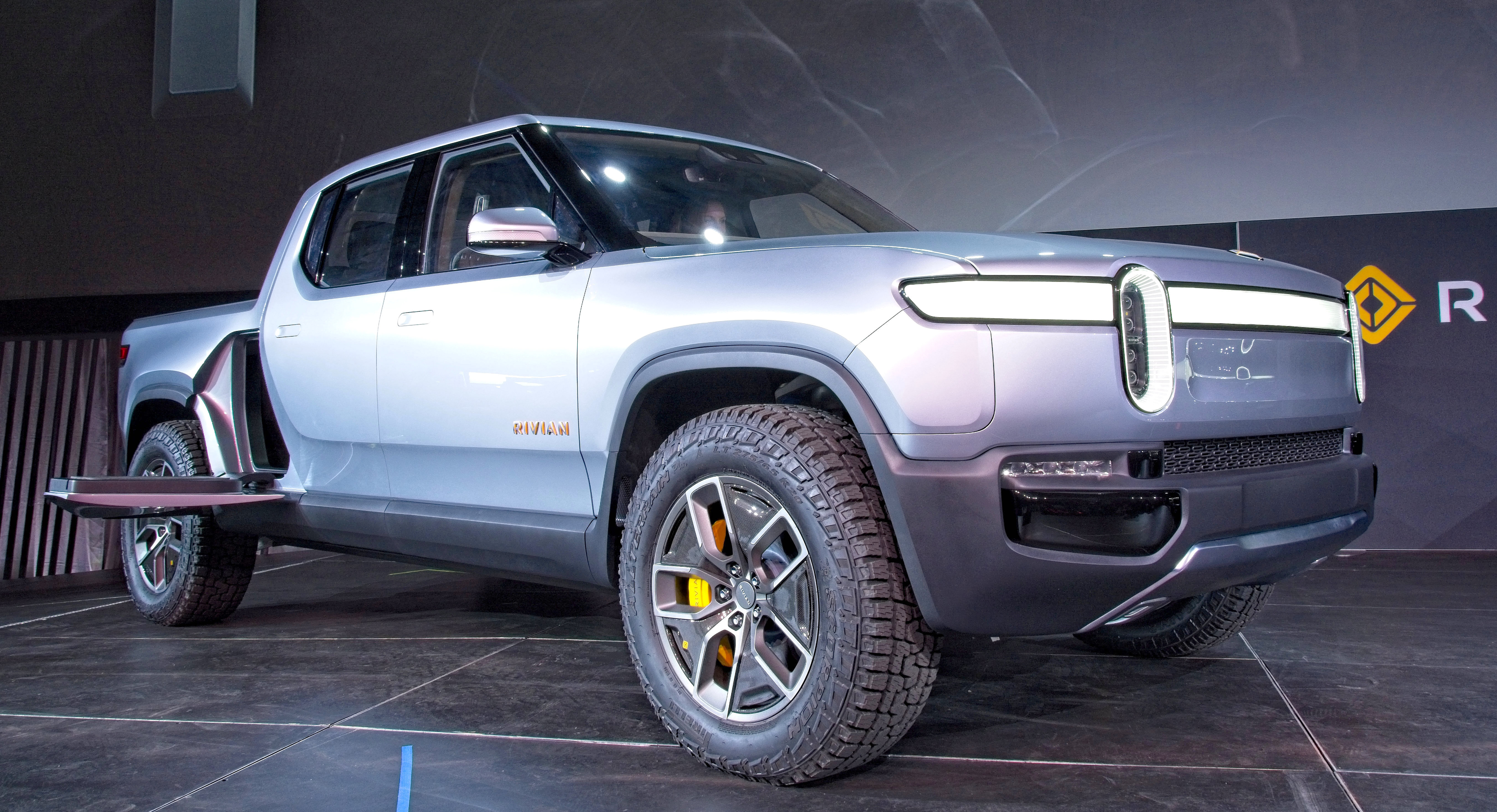
Rivian R1T
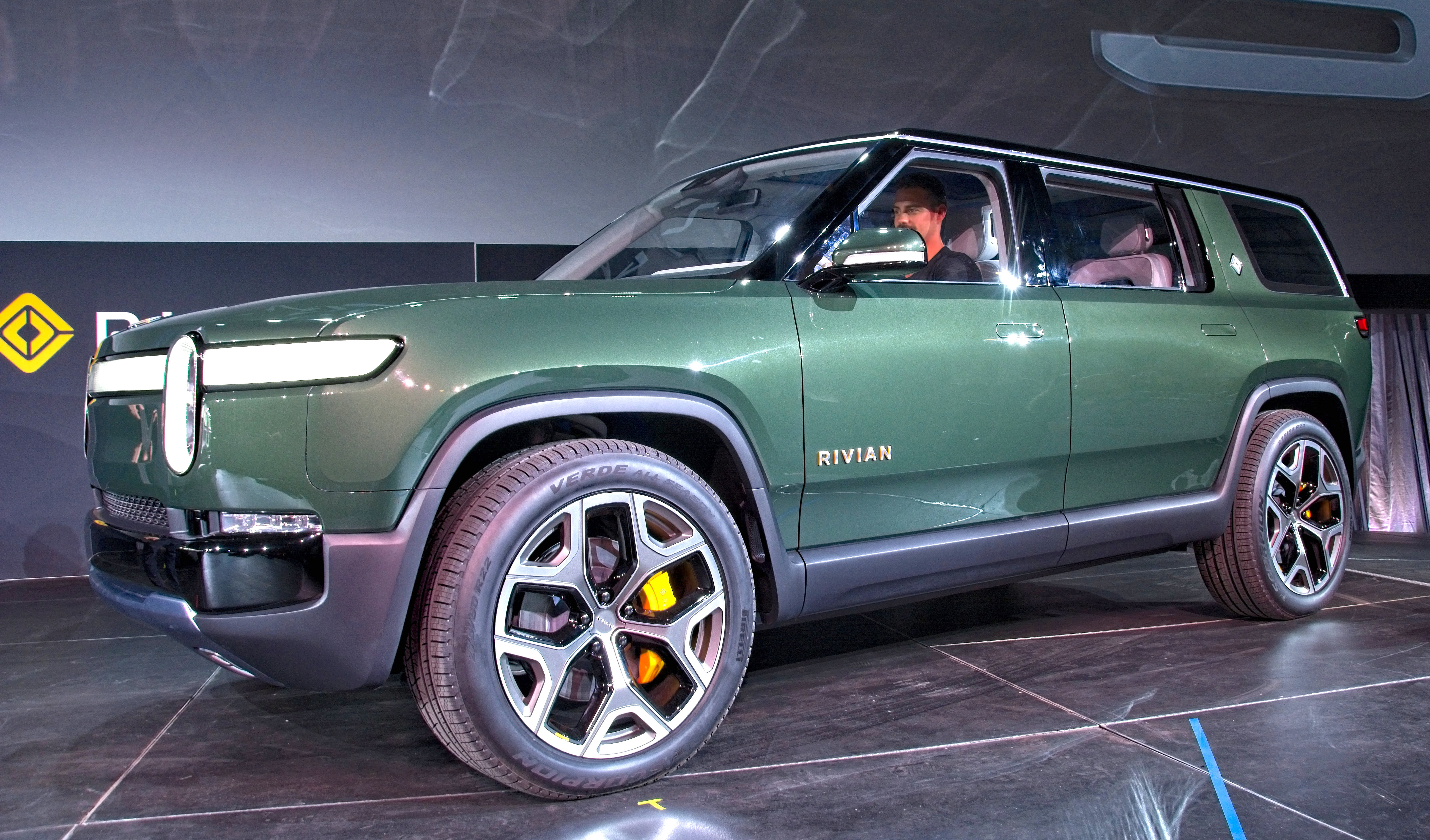
Rivian R1S